# Национальный мемориал мучеников
Национальный мемориал мучеников (бенг. জাতীয় স্মৃতি সৌধ) — памятник в Бангладеш, установленный в честь тех жителей, кто погиб в войне за независимость от Пакистана в 1971 году. Памятник расположен в Саваре, примерно в 35 км к северо-западу от столицы Дакки. Проект разработан Сайедом Майнулом Хоссейном, а памятник построен компанией Concord Group.

## История
В 1976 году были озвучены планы по строительству памятника. После выбора места, выделения земельного участка и строительства дороги к нему, в июне 1978 года был проведен общенациональный конкурс проектов. После рассмотрения 57 представленных проектов был выбран дизайн Сайеда Майнула Хоссейна. Основное сооружение, искусственное озеро и другие сооружения были построены в 1982 году. Памятник открыт 16 декабря 1982 года.

## Описание
Архитектура представляет собой семь частей треугольных стен или призм. Внешняя часть является самой короткой по высоте, но самой широкой по размеру, внутренние части постепенно изменяют соотношение сторон, и самая внутренняя часть, таким образом, образует вершину архитектуры. Каждая из этих семи частей стен представляет собой важную главу в истории Бангладеш, а именно: Борьба за статус бенгальского языка в 1952 году, победу Объединённого фронта на провинциальных выборах в 1954 году, Движение за конституцию в 1956 году, движение против Комиссии по образованию в 1962 году, движение «Шесть пунктов» в 1966 году, массовое восстание в 1969 году и, наконец, кульминационное событие Война за независимость в 1971 году, в результате которой Бангладеш стал отдельным независимым суверенным государством.